# Hermetia melanderi
Hermetia melanderi är en tvåvingeart som beskrevs av James och Wirth 1967. Hermetia melanderi ingår i släktet Hermetia och familjen vapenflugor. Inga underarter finns listade i Catalogue of Life.